# 甄沛
甄沛（1526年—？），字汝澤，山東兖州府魚臺縣人，官籍，明朝政治人物。

## 生平
山東鄉試第八名舉人。嘉靖三十八年（1559年）中式己未科會試第二百十二名，三甲第二十三名進士。授開封府推官，选授南京工科給事中。隆慶元年（1567年）二月，升江西布政使司左參議。

## 家族
曾祖甄實；祖父甄衡，義官；父甄鎧，縣主簿。母李氏。永感下。兄溥、滂、泮、汴（监生）。弟甄津（同科进士）。